# Yojuane
Yojuane (Diujuan, Iacovane, Iojuan, Joyvan, Yacavan, Yocuana), pleme Tonkawan Indijanaca poznato iz 18. stoljeća, kada su živjeli na velikom području između rijeke Colorado i sadašnjeg Austina na Red riveru. U drugoj polovici istog stoljeća njihov teritorij ograničen je već na njegov južni dio. Između 1748. i 1756. nalaze se na misiji San Francisco Xavier de Horcasitas, blizu sadašnjeg Rockdalea. U 19. stoljeću malo se spominju, što je vjerojatno posljedica njihovog topljenja među plemenima Tonkawa koji se nalaze na rezervatu Brazos u okrugu Young, odakle su 1850. i 1859. preseljeni u Oklahomu. Nakon građanskog rata Tonkawe sele u sjeverni Teksas gdje ostaju do 1859. nakok čega se opet vraćaju u Oklahomu.